# Mesoleptus speciosus
Mesoleptus speciosus är en stekelart som beskrevs av Curtis 1837. Mesoleptus speciosus ingår i släktet Mesoleptus och familjen brokparasitsteklar. Inga underarter finns listade i Catalogue of Life.